# Hamza Fatah
Hamza Fatah (Sarreguemines, 29 maggio 1984) è un ex lottatore francese e marocchino, specializzato nella lotta libera.

## Palmarès
| Anno                            | Manifestazione          | Sede       | Evento | Risultato | Note |
| ------------------------------- | ----------------------- | ---------- | ------ | --------- | ---- |
| In rappresentanza della Francia |                         |            |        |           |      |
| 2003                            | Mondiali junior         | Istanbul   | 55 kg  | 31º       |      |
| 2004                            | Europei junior          | Sofia      | 55 kg  | 12º       |      |
| 2005                            | Giochi del Mediterraneo | Almería    | 55 kg  | Bronzo    |      |
| 2006                            | Mondiali universitari   | Ulan Bator | 55 kg  | 5º        |      |
| 2009                            | Giochi del Mediterraneo | Pescara    | 55 kg  | Bronzo    |      |
| 2011                            | Europei                 | Dortmund   | 55 kg  | 21º       |      |
| In rappresentanza del Marocco   |                         |            |        |           |      |
| 2013                            | Giochi del Mediterraneo | Mersin     | 60 kg  | Argento   |      |